# 内萨瓦尔皮利
内萨瓦尔皮利（意为“禁食的王子”；1464年—1515年）是前哥伦布时期中美洲城邦特斯科科的统治者。其因选举而登上王位。
与其父亲内萨瓦尔科约特尔如出一辙的是，内萨瓦尔皮利也是一位诗人、智者，并且被视为一位毫无偏私的领导者。他的诗仅有一首留存于世——Icuic Nezahualpilli yc tlamato huexotzinco（其纳瓦特尔语意为“内萨瓦尔皮利在与韦索钦科交战时所作”）。在位时，他取消了一系列死刑制度，并且在特诺奇蒂特兰不断集权的过程中，保持特斯科科的独立主权。
内萨瓦尔皮利的配偶为阿维特索特尔之女，但他后来将其处死。据说其配偶为数众多，并且子嗣达到144位。
他的后继者为其子卡卡马。